# Maillas
Maillas (gaskonsko Malhàs) je naselje in občina v francoskem departmaju Landes regije Akvitanije. Naselje je leta 2009 imelo 113 prebivalcev.

## Geografija
Kraj leži v pokrajini Gaskonji 51 km severovzhodno od Mont-de-Marsana.

## Uprava
Občina Maillas skupaj s sosednjimi občinami Arue, Bourriot-Bergonce, Cachen, Labastide-d'Armagnac, Lencouacq, Pouydesseaux, Retjons, Roquefort, Saint-Gor, Saint-Justin, Sarbazan in Vielle-Soubiran sestavlja kanton Roquefort s sedežem v Roquefortu. Kanton je sestavni del okrožja Mont-de-Marsan.

## Zanimivosti
- cerkev Notre-Dame de Maillas;